# Serie química

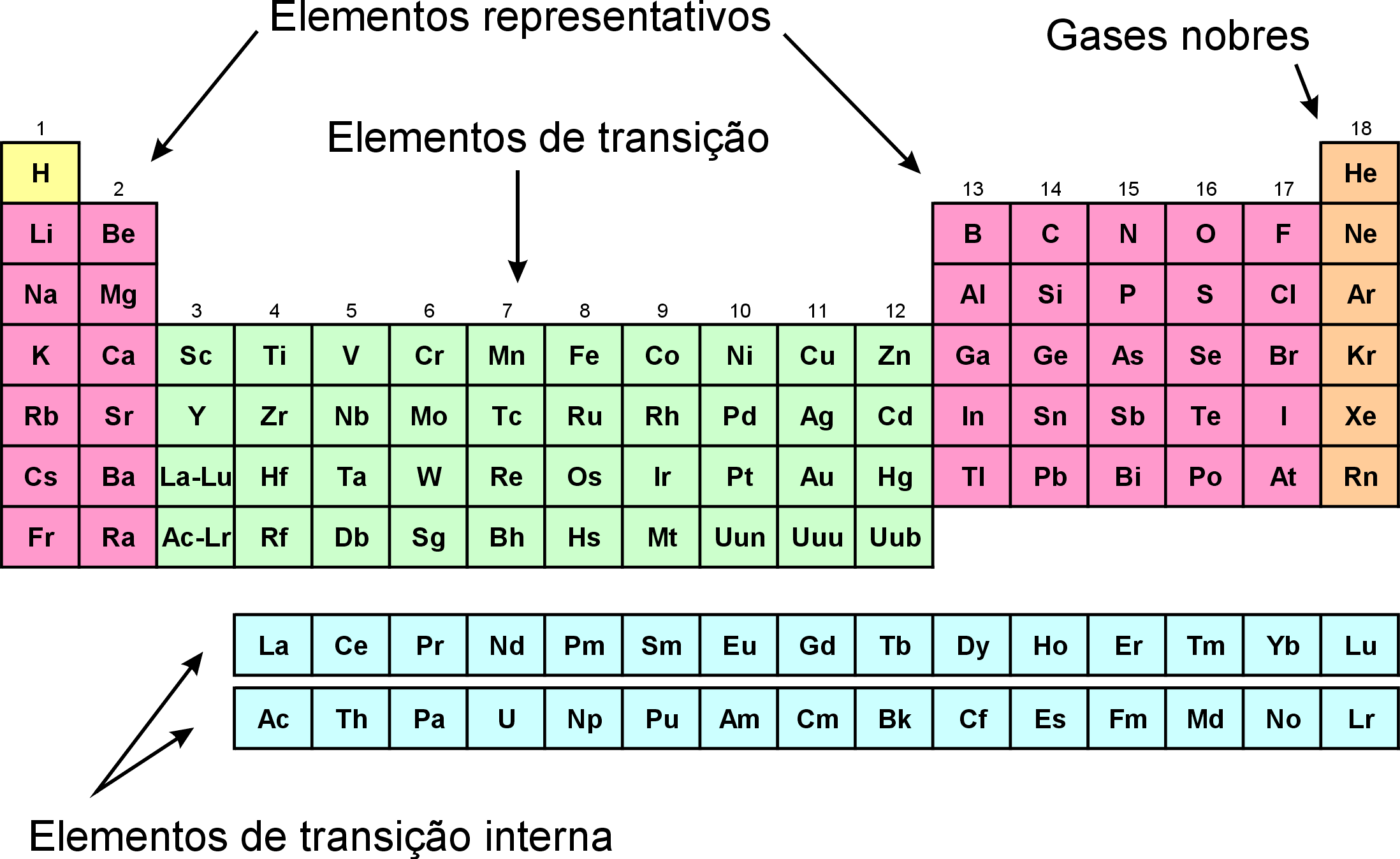
Series químicas.

Una serie química o familia es un grupo de elementos que tienen propiedades físicas y químicas similares, variando éstas de forma más o menos importante dentro del grupo. Estas familias se han delimitado atendiendo a distintos criterios: configuración electrónica, carácter metálico, etc
Algunas familias corresponden exactamente con grupos (columnas) de la tabla periódica; esto no es una coincidencia, puesto que las propiedades físicas de los elementos de un grupo provienen de tener una configuración electrónica similar, que hace que estos elementos se coloquen en el mismo grupo de tabla periódica.
Ordenados en grupos (columnas) son importantes y tienen un nombre reconocido:
- Alcalinos (grupo 1)
- Alcalinotérreos (grupo 2)
- Halógenos (grupo 17)
- Gases nobles (grupo 18)

Los otros grupos suelen ser llamados por el nombre del elemento cabecera del grupo: el grupo 16 es el grupo del oxígeno, el 14 es el grupo del carbono, etcétera. También reciben otros nombres en desuso:
- Metales «de acuñar» (cobre, plata, oro y roentgenio): grupo 11
- Elementos térreos: grupo del boro (grupo 13)
- Elementos carbonoides: grupo del carbono (grupo 14)
- Elementos nitrogenoides: grupo del nitrógeno (grupo 15)
- Elementos calcógenos o anfígenos: grupo del oxígeno (grupo 16)

Es frecuente dividir a los elementos en bloques dentro de la tabla periódica:
- Bloque s
- Bloque p
- Bloque d
- Bloque f
- Bloque g

A los elementos del bloque f también se les conoce como «tierras raras» o «elementos de transición interna». Se dividen en dos series y lo normal es llamarlos por los nombres de estas dos series:
- Lantánidos
- Actínidos

Los elementos del grupo s y p son conocidos conjuntamente como:
- Elementos representativos

Según las características metálicas de los elementos, estos también pueden ser divididos de la siguiente forma:
- Metales alcalinos y metales alcalinotérreos
- Metales de transición (y metales de transición interna)
- Metales del bloque p
- Metaloides o semimetales
- No metales

Aunque la frontera entre metales y no metales es difusa.
Finalmente, otras familias de elementos son:
- Metales nobles (rutenio, osmio, rodio, iridio, paladio, platino, plata y oro)
- Grupo del platino (rutenio, osmio, rodio, iridio, paladio y platino)

- Datos: Q19549
- Multimedia: Sets of chemical elements / Q19549